# Cotylelobium
Cotylelobium é um género botânico pertencente à família Dipterocarpaceae.

## Espécies
- Cotylelobium asperum
- Cotylelobium beccarii
- Cotylelobium beccarianum
- Cotylelobium burckii
- Cotylelobium flavum
- Cotylelobium harmandii
- Cotylelobium hopeifolium
- Cotylelobium lanceolatum
- Cotylelobium leucocarpum
- Cotylelobium lewisianum
- Cotylelobium malayanum
- Cotylelobium melanoxylon
- Cotylelobium philippinense
- Cotylelobium scabriusculum

1. ↑  «Cotylelobium — World Flora Online». www.worldfloraonline.org. Consultado em 19 de agosto de 2020